# Alfa Romeo 155
De Alfa Romeo 155 is een sedan van het Italiaanse automerk Alfa Romeo en werd geproduceerd van 1992 tot 1998.

## Historie
De Alfa Romeo 155 volgde de Alfa Romeo 75 op en qua design lijkt hij er nog wat op. Technisch gezien was het echter een grote verandering. De 75 was een typische Alfa met achterwielaandrijving terwijl de nieuwe 155 volledig via de voorwielen werd aangedreven. De reden voor deze grote wijziging was FIAT, dat eigenaar was geworden van Alfa Romeo in 1986. Alfa Romeo stond er economisch gezien niet goed voor en FIAT besloot om over te schakelen op het goedkoper te produceren voorwielaandrijving. Een ander gevolg van deze overname was dat als basis voor de nieuwe Alfa het onderstel van de in 1988 geïntroduceerde Fiat Tipo werd genomen.
Om het verlies van de achterwielaandrijving op te vangen werd de tweeliter turbo motor met een Q4 vierwielaandrijfsysteem uitgerust. De techniek werd overgenomen uit de Lancia Delta Integrale.

### Motoren 1992 - 1995
Benzine
| Type             | Motor     | Motor     | Motor   | Vermogen | Koppel | 0–100 km/h | Topsnelheid | Jaartal     |
| Type             | Inhoud    | Cilinders | Kleppen | Vermogen | Koppel | 0–100 km/h | Topsnelheid | Jaartal     |
| ---------------- | --------- | --------- | ------- | -------- | ------ | ---------- | ----------- | ----------- |
| 1.7 T.S.         | 1.749 cm³ | 4-in-lijn | 8V      | 116 pk   | 146 Nm | 11,8 s     | 191 km/h    | 1993 - 1995 |
| 1.8 T.S.         | 1.773 cm³ | 4-in-lijn | 8V      | 129 pk   | 165 Nm | 10,3 s     | 200 km/h    | 1992 - 1995 |
| 2.0 T.S.         | 1.995 cm³ | 4-in-lijn | 8V      | 143 pk   | 187 Nm | 9,3 s      | 205 km/h    | 1992 - 1995 |
| 2.5 V6           | 2.492 cm³ | V6        | 12V     | 166 pk   | 216 Nm | 8,4 s      | 215 km/h    | 1992 - 1995 |
| 2.0 16V Turbo Q4 | 1.995 cm³ | 4-in-lijn | 16V     | 190 pk   | 291 Nm | 7,0 s      | 225 km/h    | 1992 - 1995 |

Diesel
| Type   | Motor     | Motor     | Motor   | Vermogen | Koppel | 0–100 km/h | Topsnelheid | Jaartal     |
| Type   | Inhoud    | Cilinders | Kleppen | Vermogen | Koppel | 0–100 km/h | Topsnelheid | Jaartal     |
| ------ | --------- | --------- | ------- | -------- | ------ | ---------- | ----------- | ----------- |
| 2.0 TD | 1.929 cm³ | 4-in-lijn | 8V      | 92 pk    | 186 Nm | 13,5 s     | 180 km/h    | 1993 - 1995 |
| 2.5 TD | 2.500 cm³ | 4-in-lijn | 8V      | 125 pk   | 294 Nm | 10,4 s     | 195 km/h    | 1993 - 1995 |

## Facelift

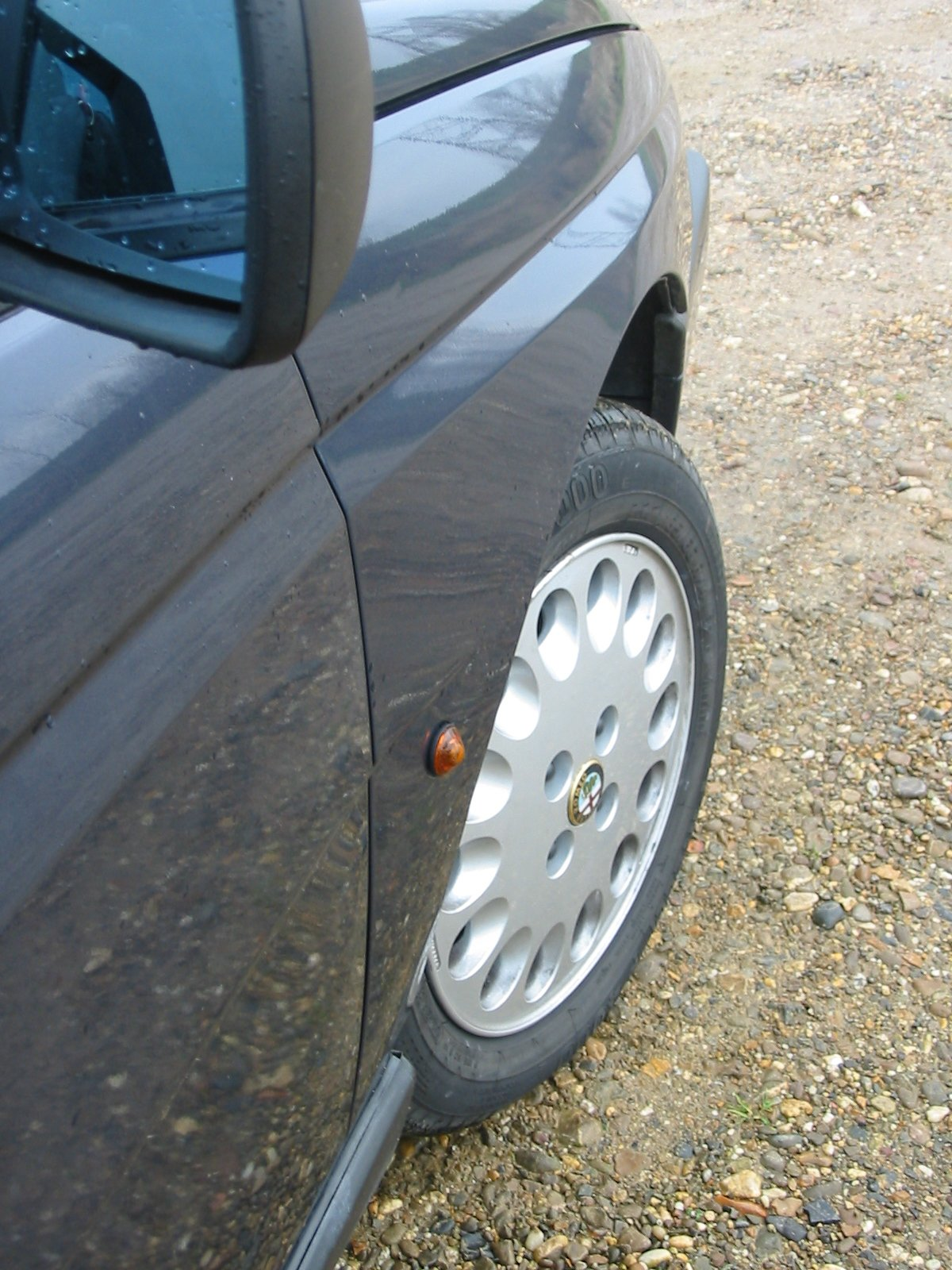
De foto toont de verbrede wielkasten na de facelift.

In mei 1995 kreeg de 155 een facelift en nieuwe motoren. De meeste motoren kregen zestien kleppen in plaats van acht . De 2.0 Twin Spark werd vervangen door de 2.0 Twin Spark 16V die reeds terug te vinden was in de 145. De 155 werd ook leverbaar met een speciaal "Sport-pakket". Dit sportpakket bestond uit een u-spoiler op de achterklep, zwarte of antraciet grijze lichtmetalen Speedline Stellare velgen, sideskirts in carrosseriekleur en een 15mm verlaagd onderstel, dat was geïnspireerd op de successen op het circuit.
Ook werd de spoorbreedte vergroot door velgen met een ander ET waarde te monteren, wat resulteerde in een grotere stabiliteit. Door deze aanpassing moesten de wielkasten verbreed worden. Daarom wordt een gefacelifte 155 ook wel een Wide Body genoemd. Verdere opvallende uiterlijke veranderingen waren in eerste instantie ronde richtingaanwijzers welke snel werden vervangen door druppelvormige exemplaren op de zijkant en een grille met een chromen  hart, voorheen in carrosseriekleur, waarvan het "gaas" dieper lag. Over het algemeen heeft de 155 hierdoor kwalitatief een grote sprong gemaakt.

### Motoren 1995 - 1997
Benzine
| Type             | Motor     | Motor     | Motor   | Vermogen | Koppel | 0–100 km/h | Topsnelheid | Jaartal     |
| Type             | Inhoud    | Cilinders | Kleppen | Vermogen | Koppel | 0–100 km/h | Topsnelheid | Jaartal     |
| ---------------- | --------- | --------- | ------- | -------- | ------ | ---------- | ----------- | ----------- |
| 1.7 T.S.         | 1.749 cm³ | 4-in-lijn | 8V      | 116 pk   | 146 Nm | 11,8 s     | 193 km/h    | 1995 - 1996 |
| 1.6 T.S. 16V     | 1.598 cm³ | 4-in-lijn | 16V     | 120 pk   | 144 Nm | 11,4 s     | 195 km/h    | 1996 - 1997 |
| 1.8 T.S.         | 1.773 cm³ | 4-in-lijn | 8V      | 126 pk   | 165 Nm | 10,3 s     | 200 km/h    | 1995 - 1996 |
| 1.8 T.S. 16V     | 1.773 cm³ | 4-in-lijn | 16V     | 140 pk   | 165 Nm | 10,0 s     | 205 km/h    | 1996 - 1997 |
| 2.0 T.S. 16V     | 1.970 cm³ | 4-in-lijn | 16V     | 150 pk   | 186 Nm | 9,0 s      | 208 km/h    | 1995 - 1997 |
| 2.5 V6           | 2.492 cm³ | V6        | 12V     | 163 pk   | 216 Nm | 8,4 s      | 215 km/h    | 1995 - 1996 |
| 2.0 16V Turbo Q4 | 1.995 cm³ | 4-in-lijn | 16V     | 186 pk   | 283 Nm | 7,0 s      | 225 km/h    | 1995 - 1996 |

Diesel
| Type   | Motor     | Motor     | Motor   | Vermogen | Koppel | 0–100 km/h | Topsnelheid | Jaartal     |
| Type   | Inhoud    | Cilinders | Kleppen | Vermogen | Koppel | 0–100 km/h | Topsnelheid | Jaartal     |
| ------ | --------- | --------- | ------- | -------- | ------ | ---------- | ----------- | ----------- |
| 2.0 TD | 1.929 cm³ | 4-in-lijn | 8V      | 90 pk    | 186 Nm | 13,5 s     | 180 km/h    | 1995 - 1997 |
| 2.5 TD | 2.500 cm³ | 4-in-lijn | 8V      | 125 pk   | 294 Nm | 10,4 s     | 195 km/h    | 1995 - 1997 |

## Racerij
Om de 155 in te zetten in de touring kampioenschappen werd er een GTA (Gran Turismo Allegerita) versie gebouwd. De term GTA was niet nieuw en werd eerder gebruikt voor de sportieve versie van de Giulia. De GTA kreeg vierwielaandrijving en een tweeliter motor die met turbo zorgt voor een vermogen van 400 pk voor de raceversie en 230 pk voor de productieversie. Voor het DTM kampioenschap werd een V6 TI gebouwd. De 155 bleek erg succesvol en won tussen 1992 en 1994 onder andere het Italiaanse Superturismo kampioenschap, het Britse Touring Car kampioenschap, de Duitse DTM en het Spaanse Touring Car kampioenschap. De 155 werd gereden door o.a. Fabrizio Giovanardi, Nicola Larini, Gabriele Tarquini en Alessandro Nannini. De Italiaanse coureur Nicola Larini won het eindklassement van de DTM kampioenschap in 1993 met de Alfa Romeo 155 GTA.

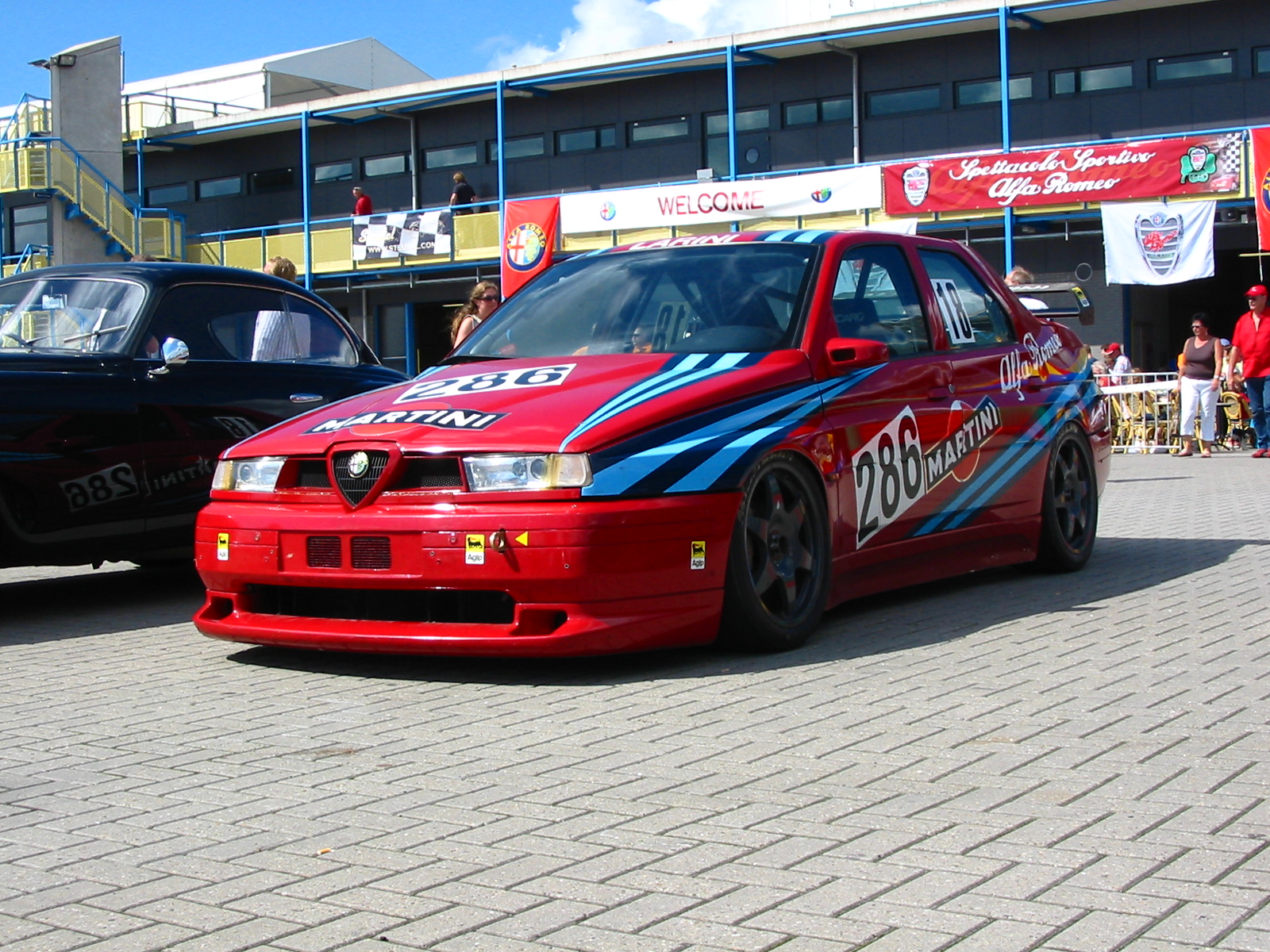
Alfa Romeo 155 GTA
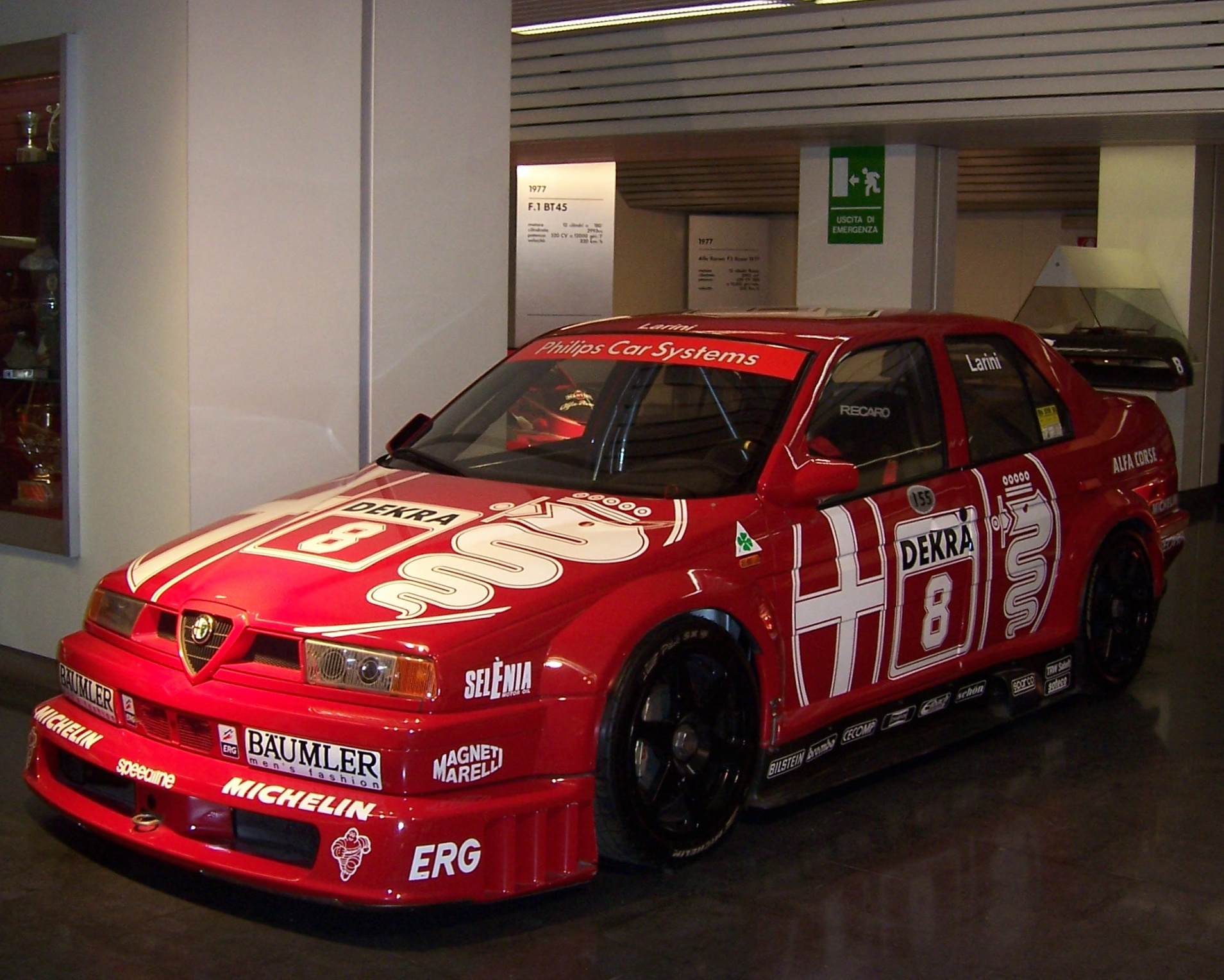
Alfa Romeo 155 DTM 1993 in het Alfa Romeo Museum te Arese.
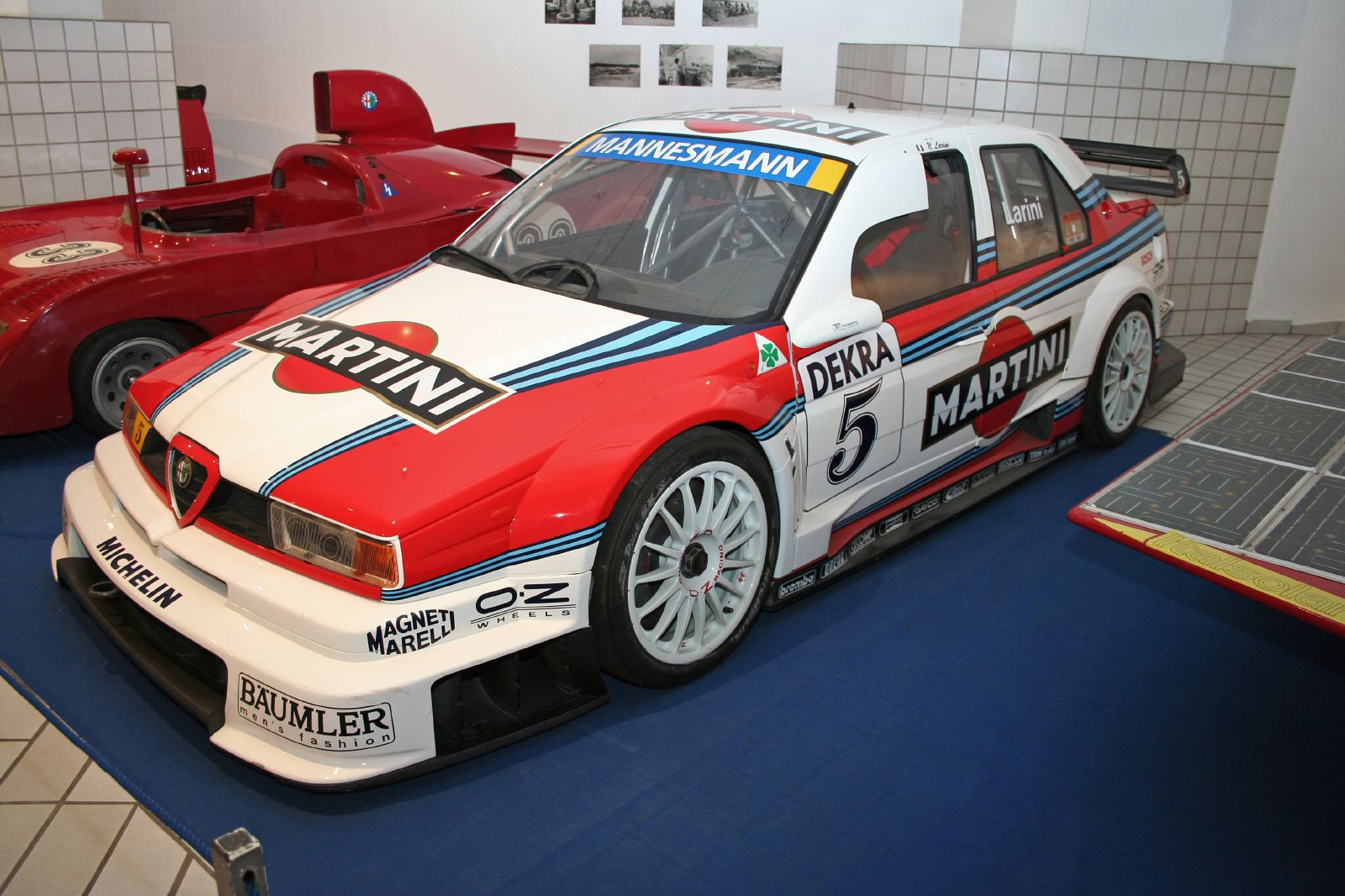
Alfa Romeo 155 V6 TI DTM 1996 in het Turijn Automobiel Museum.